# 江充
江 充（こう じゅう、? - 紀元前91年）は、前漢の人。字は次倩。趙国邯鄲県の人。もとの名は斉であった。

## 略歴

### 趙王の家臣時代
元の名は江斉といい、歌舞をやっていた妹が趙敬粛王劉彭祖の太子劉丹に娶られ、趙王に寵愛された。しかし、太子丹は江斉が趙王へ讒言した事に激怒し、江斉を捕らえさせようとしたが逃亡し、代わりに父や兄が捕まり処刑された。その際に江斉は江充と改名し、長安に逃亡した。江充は武帝に謁見したときに堂々とした風采、奇抜な格好をして注目され、太子丹が実姉や父の後宮の女性と姦淫し、また豪族らと関係を持ち悪事を働いていると讒言を書き連ね上書した。武帝はその書を見て怒り、趙王の宮殿を兵に包囲させ太子丹を逮捕した。廷尉に量刑を問い質した処、死罪に該当した。趙王はこれは江充が太子丹への恨みを皇帝を使って晴らそうとしたのだと主張し、自分が匈奴と戦うことで贖罪したいと申し出たが許されず、太子丹は恩赦によって命は助かったが太子に復位することは許されなかった。武帝は太子丹の兄弟である武始侯劉昌を新たに趙の太子にした。

### 中央政界への進出
その後、江充は皇帝の威光を嵩に着て諸侯王など皇族も遠慮無く処罰したため武帝に気に入られ、謁者となり匈奴への使者となった。帰ってくると直指繡衣使者となり、三輔の盗賊の討伐を監督し、奢侈を監察した。江充は貴人や近臣たちで奢侈があった者は皆弾劾し、北軍に編入し匈奴討伐に従軍させるよう上奏して裁可された。さらに江充は北軍編入に該当する者の宮殿への出入りを禁止したので、皇族・貴人・近臣の子弟たちは恐れおののき、こぞって江充へ賄賂を贈った。また銭を入れて贖罪することを願い出た。北軍に納入された銭は数千万に上った。
江充は武帝の伯母である館陶公主劉嫖の侍従が皇帝専用の道を使っているのを見ると、その車や馬を没収し、また皇太子劉拠の使者が同じく皇帝専用の道を使っているのを見ると同じく没収した。皇太子は「皇帝には言わないで欲しい」と江充に頼んだが、江充は聞き入れず武帝に上奏した。武帝は「人臣はこうであるべきだ」と言い、ますます信用するようになった。
太始3年（紀元前94年）には水衡都尉となり、一族や友人が多く彼の力を得たが、後に罷免された。

### 巫蠱の獄
江充は大官として権勢を振るうようになったが老いた武帝亡き後も権力を独占し続けることを望み、遺恨がある皇太子が次の帝位に就くことを恐れ、これを除く為に有力者、敵対者を次々と巫蠱（呪殺を行った）の罪を捏造しで抹殺した。征和2年（紀元前91年）、丞相の公孫賀が朱安世を捕らえたところ朱安世が告発したことから巫蠱が明るみに出ると、江充は当時武帝が病床にあり、代替わりしたら遺恨のある今の皇太子に殺されることになると考え、武帝の病は巫蠱の呪いであると上奏した。武帝は江充を使者として取調べさせた。江充は胡の呪い師を連れて呪いの人形を掘り当てさせ、地上に酒を撒いて儀式の証拠を捏造し、拷問にかけて自白を強要した。民はお互いに巫蠱であると誣告しあうようになり、吏はそのたびに大逆罪としたため、死者は数万人にも及んだ（巫蠱の獄）。江充は武帝が自分の近くに巫蠱を行っている者がいると疑っているのを見ると、宮中が怪しいと述べ、後宮の夫人、皇后を取り調べ、遂に皇太子の宮殿で呪いの人形を掘り当てた。追い詰められた皇太子は江充を捕らえ、「趙の下郎よ、お前の故郷の国王親子の関係を乱すのみでは足りず、我ら親子まで乱そうとするのか」と江充を罵って斬った。
しかし、この時皇太子は蜂起の際「武帝の病気が悪化し崩御した可能性もあり、これに伴い江充が反乱を起こした」と布告してしまったため、帝の死を偽ったかどで大逆罪に問われ、皇太子の軍は鎮圧されて皇太子は敗走、自害した。
その後、武帝は江充の讒言と皇太子の無実を知り、江充の三族を皆殺しにした。